# World Tour w siatkówce plażowej 1991
World Tour w siatkówce plażowej 1991 rozgrywany był w sześciu krajach. Kolejnymi państwami, które uzyskały możliwość organizacji turniejów był Australia i Hiszpania. Po raz trzeci z rzędu najlepszą parą okazali się Sinjin Smith i Randy Stoklos.

## Zawody

### Mężczyźni
| Turniej                                              | 1 miejsce                               | 2 miejsce                         | 3 miejsce                       | 4 miejsce                               |
| ---------------------------------------------------- | --------------------------------------- | --------------------------------- | ------------------------------- | --------------------------------------- |
| Australian Open Sydney, Australia 14 - 17 marca      | Sinjin Smith Randy Stoklos              | Andrè Lima Guilherme Marques      | Roberto Lopes Franco Neto       | Jean-Philippe Jodard Christian Penigaud |
| Japan Open Yokohama, Japonia 20 - 21 lipca           | Al Janc Tim Walmer                      | Andrè Lima Guilherme Marques      | Andy Burdin Julien Prosser      | Gianni Mascagna Marco Solustri          |
| French Open Cap d'Agde, Francja 25 - 28 lipca        | John Eddo Leif Hanson                   | Andrea Ghiurghi Dio Lequaglie     | Andrè Lima Guilherme Marques    | Jean-Philippe Jodard Christian Penigaud |
| Italian Open Cattolica, Włochy 29 lipca - 4 sierpnia | Sinjin Smith Randy Stoklos              | John Eddo Leif Hanson             | Andrè Lima Guilherme Marques    | Gianni Mascagna Marco Solustri          |
| Spain Open Almeria, Hiszpania 7 - 11 sierpnia        | Jean-Philippe Jodard Christian Penigaud | Marlos Cogo Marco Tullio          | Andrè Lima Guilherme Marques    | Eduardo Garrido Roberto Moreira         |
| Australian Open Sydney, Australia 15 - 19 stycznia   | Sinjin Smith Randy Stoklos              | Andrè Lima Guilherme Marques      | Roberto Lopes Franco Neto       | Andy Burdin Julien Prosser              |
| Brazil Open Rio De Janeiro, Brazylia 19 - 23 lutego  | Sinjin Smith Randy Stoklos              | Paulao Moreira Paulo Emilio Silva | Eduardo Garrido Roberto Moreira | Eduardo Bacil Nilo Chavarry             |